# Kazuya Kaneda
Kazuya Kaneda (金田 和也, Kaneda Kazuya), né le 5 novembre 1987 à Koganei, est un nageur japonais. 

## Carrière
Ayant débuté au niveau international en 2010, il participe à ses premiers Jeux olympiques en 2012 à Londres où il est éliminé en demi-finales du 200 m papillon avec le dixième temps. Quelques mois plus tard, il obtient sa première médaille internationale aux Championnats du monde en petit bassin du 200 m papillon à Istanbul.

## Palmarès

### Championnats du monde

#### Petit bassin
- Istanbul 2012 :
  -  Médaille d'or au 200 m papillon